# Otto Hintze
Otto Hintze (ur. 27 sierpnia 1861 w Pyrzycach, zm. 25 kwietnia 1940 w Berlinie) – niemiecki historyk, profesor uniwersytetu berlińskiego, prekursor historii społecznej.
Studiował w Greifswald historię, filologię i filozofię. W 1884 przeniósł się do Berlina, gdzie obronił się pracą o Wilhelmie Holenderskim. Dodatkowo ukończył sześć semestrów prawa i nauk o państwie. Habilitację uzyskał w 1895 i został profesorem uniwersytetu berlińskiego.
Na prośbę Gustava von Schmollera, od 1887 opracowywał wydanie źródeł niemieckich - Acta Borussica. Od 1893 do 1913 wydawał czasopismo "Forschungen zur brandenburgischen und preußischen Geschichte". Wykorzystując swoje umiejętności pracy z archiwaliami opracował wiele publikacji, dotyczących dziejów Prus. Interesował się także na dziejami powszechnymi. Jego główne dzieło to: Die Hohenzollern und ihr Werk (1915).
W swoich badaniach uwzględniał (w sposób prekursorski na ówczesne czasy) nie tylko historię polityczną, ale brał pod uwagę szeroki kontekst społeczny i gospodarczy. Korzystał z dorobku Hansa Kelsena, Franza Oppenheimera, Rudolfa Smenda, Wernera Sombarta, Ernsta Troeltscha i Maxa Webera. Jednym z jego uczniów był Eduard Spranger.
Pochodził z rodziny pomorskiego urzędnika Hermanna Hitze i Emmy Munckel (córki pastora). W 1912 ożenił się ze swoją (młodszą o 23 lata) uczennicą – badaczką historii Żydów – Hedwig Guggenheimer (1884–1942). W 1920 z powodu choroby serca i wzroku musiał przejść na wcześniejszą emeryturę. Po zdobyciu władzy przez nazistów wycofał się z życia publicznego. W 1933 protestował przeciwko wyrzuceniu żony z redakcji "Historische Zeitschrift" przez Friedricha Meinecke. Pięć lat później wystąpił z Pruskiej Akademii Nauk. W latach 1933–1939 przeżył rozłąkę z żoną, która szukając pracy poza granicami Niemiec, wyjeżdżała do Paryża i Holandii, skąd musiała wrócić do Berlina. Zmarł w 1940 izolowany przez władze, a jego żona zginęła w niewyjaśnionych okolicznościach w Utrechcie w 1942.